# With-you
「With-you」（ウィズ・ユー）は、日本のヴィジュアル系ロックバンド、La'cryma Christiの4枚目のシングル。1998年5月8日に発売された。テレビ朝日の情報番組『サンデージャングル』のエンディングテーマ。

## 概要
ちょうどメジャーデビュー1周年記念日にリリース。初めてシングルにカラオケヴァージョンが収録された。オリコンチャートでは、初めてトップ10にランクインし、スマッシュヒットナンバーとなった。登場回数はLa'cryma Christi史上最も多い。さらに初動売り上げのみで最高セールスを更新し、最終的には最高売上を元の4倍にまで引き伸ばした。累計売上は16.9万枚である。
TAKAの初作曲の作品であり、メジャーデビュー後初めて書き下ろした曲でもある。TAKAがメロディーを作り、それをHIROに聴かせたところ、HIROがコードをつけ、メンバーがアレンジをするという形で発表する事になった。
ジャケットの唇は、表が赤、裏が青となっている。理由は、C/Wが全く違っているベクトルを向いているため。TAKAいわく、唇の撮影だけで5時間かかったという。

## 収録曲
1. With-you
作詞-TAKA　作曲-TAKA
2. Egos and Lies
作詞-TAKA　作曲-SHUSE
3. With-you（unvocal version）

## タイアップ
テレビ朝日『サンデージャングル』エンディングテーマ。

## 楽曲の収録作品
- Lhasa（#1、Album Version）
- Single Collection（#1,2）
- GREATEST-HITS（#1）
- Sound & Vision THE SINGLES + Selection from Live “DECADE”（#1、シングルヴァージョンとアコースティック・ヴァージョンの2曲収録）
- La'cryma Christi Singles + Clips（#1,2）